# Ongericht Enthousiasme
Ongericht Enthousiasme is een cabaretgroep uit Vlaanderen met Kevin Bellemans, Michel Verkinderen en Philippe Verkinderen.
In 2011 wonnen ze het cabaretfestival Cameretten met hun debuutvoorstelling Ongericht Enthousiasme. Met deze avondvullende voorstelling gaan ze in 2011/2012 op tournee doorheen Vlaanderen en Nederland.